# Huttonina claripennis
Huttonina claripennis är en tvåvingeart som beskrevs av Harrison 1959. Huttonina claripennis ingår i släktet Huttonina och familjen Huttoninidae. Inga underarter finns listade i Catalogue of Life.